# Systém opevnění
Systém opevnění je systém pevností, pevnůstek a dalších obranných prvků zbudovaný za účelem obrany určitého rozsáhlejšího prostoru. Může mít formu sítě samostatných pevností (např. síť středověkých hradů) nebo naopak důmyslný liniový či pásmový systém navzájem se podporujících pevnůstek a pevností, jehož účelem je zpomalit nebo zcela zastavit postup útočníka.

## Seznam vybraných opevnění
- Albertova linie – opevnění v Belgii budované ve 30. letech 20. století.
- Alpský val – francouzské opevnění budované mezi světovými válkami na hranicích s Itálií.
- Antoninův val – skotské opevnění pocházejí z 2. století.
- Atlantický val – Němci budované opevnění podél pobřeží severozápadní Francie, Belgie, Holandska a Norska.
- Bar Levova linie – izraelské opevnění vybudované na obranu Sinaje ve 20. století.
- Československé opevnění – opevnění budované v Československu ve 30. letech 20. století na obranu před agresí nacistického Německa a částečně i Maďarska a Polska.
- Hadriánův val – opevnění v severní Anglii pocházející z 2. století.
- Holandská linie – opevnění v Holandsku z 20. století, které je kombinované s vodními kanály.
- Chorvatská Vojenská hranice – opevnění vybudované na balkánském poloostrově proti Osmanské říši budované v 16. století.
- Limes Romanus – v širším smyslu jde o pevninskou hranici Římské říše, která byla chráněna jak přírodními tak umělými překážkami.
- Linie Salpa – opevnění budované Finy na hranici se Sovětským svazem v letech 1940 - 1941.
- Maginotova linie – francouzské opevnění budované mezi světovými válkami na hranicích s Německem.
- Mannerheimova linie – opevnění budované Finy napříč Karelskou šíjí v letech 1929 - 1939.
- Marethská linie – francouzské opevnění vybudované ve 30. letech 20. století mezi městy Madenine a Gabès v jižním Tunisku.
- Metaxasova linie – v letech 1936 – 1941 Řeky budované opevnění podél hranic s Bulharskem.
- Molotovova linie – v letech 1940 – 1941 sověty budované opevnění podél nové hranice s Německem po záboru východního Polska.
- Rupnikova linie – v letech 1926 - 1941 v Jugoslávii budované opevnění na hranicích s Itálií a od roku 1938 pak s Třetí říší.
- Siegfriedova linie – již roku 1916 se započala stavět jako tzv. Hindenburgovy linie. V roce 1938 obnoveno a dostavováno.
- Stalinova linie – původní sovětské opevnění stavěné před druhou světovou válkou od Karelské šíje k Černému moři.
- Šuri - podzemní opevněný labyrint vybudovaný v okolí hradu Šuri japonským vojskem v průběhu druhé světové války na ostrově Okinawa.
- Teritoriální radiační hlásná síť - byla budována v Československu v 60. - 70. letech 20. století jakožto prostředek zajišťování chemického a jaderného napadení v případě válečného konfliktu.
- Opevnění polní obrany - budované v Československu v letech 1952 - 1964, mělo sloužit k obraně socialistického Československa v případě agrese ze západu.
- Velká čínská zeď – táhnoucí se severní Čínou se započala stavět v období 2. století př. n. l.
- Východní val – Němci budovaný v letech 1932 - 1934 na hranicích s Polskem.